# خط لوله جنوبی قفقاز
خط لوله جنوبی قفقاز (انگلیسی: South Caucasus Pipeline) خط لوله انتقال گاز طبیعی به طول ۶۹۲ کیلومتر است، که از میدان گازی شاه دنیز در بخش جمهوری آذربایجان، دریای خزر آغاز شده و پس از عبور از تفلیس، در کشور گرجستان، در شهر ارزروم، ترکیه پایان می‌یابد. ظرفیت انتقال گاز طبیعی این خط لوله روزانه معادل ۷۰ میلیون متر مکعب می‌باشد. این خط موازی با خط لوله باکو-تفلیس-جیحان است.

## اثرات اقتصادی
نخستین هدف از احداث این خط لوله تامین انرژی مورد نیاز ترکیه و گرجستان است. به‌عنوان یک کشور ترانزیتی، گرجستان حق دارد ۵ درصد از جریان گاز سالانه عبوری از طریق خط لوله را به جای تعرفه دریافت کند و می تواند سالانه ۰٫۵ میلیارد متر مکعب (۱۸ میلیارد فوت مکعب) گاز را با تخفیف خریداری کند. این خط لوله گاز طبیعی خزر را از طریق خطوط لوله کریدور گاز جنوبی، خط لوله ترانس آدریاتیک و خط لوله گاز طبیعی ترانس-آناتولین به اروپا می‌رساند.